# Eumecocera
Eumecocera is een kevergeslacht uit de familie van de boktorren (Cerambycidae). De wetenschappelijke naam van het geslacht werd voor het eerst geldig gepubliceerd in 1871 door Solsky.

## Soorten
Eumecocera omvat de volgende soorten:
- Eumecocera anomala (Bates, 1884)
- Eumecocera argyrosticta (Bates, 1884)
- Eumecocera callosicollis Breuning, 1943
- Eumecocera gleneoides (Gressitt, 1935)
- Eumecocera impustulata (Motschulsky, 1860)
- Eumecocera lineata (Gressitt, 1951)
- Eumecocera minamii Makihara, 1984
- Eumecocera trivittata (Breuning, 1947)
- Eumecocera unicolor (Kano, 1933)